# Gong-Kulturraum im zentralen Hochland Vietnams

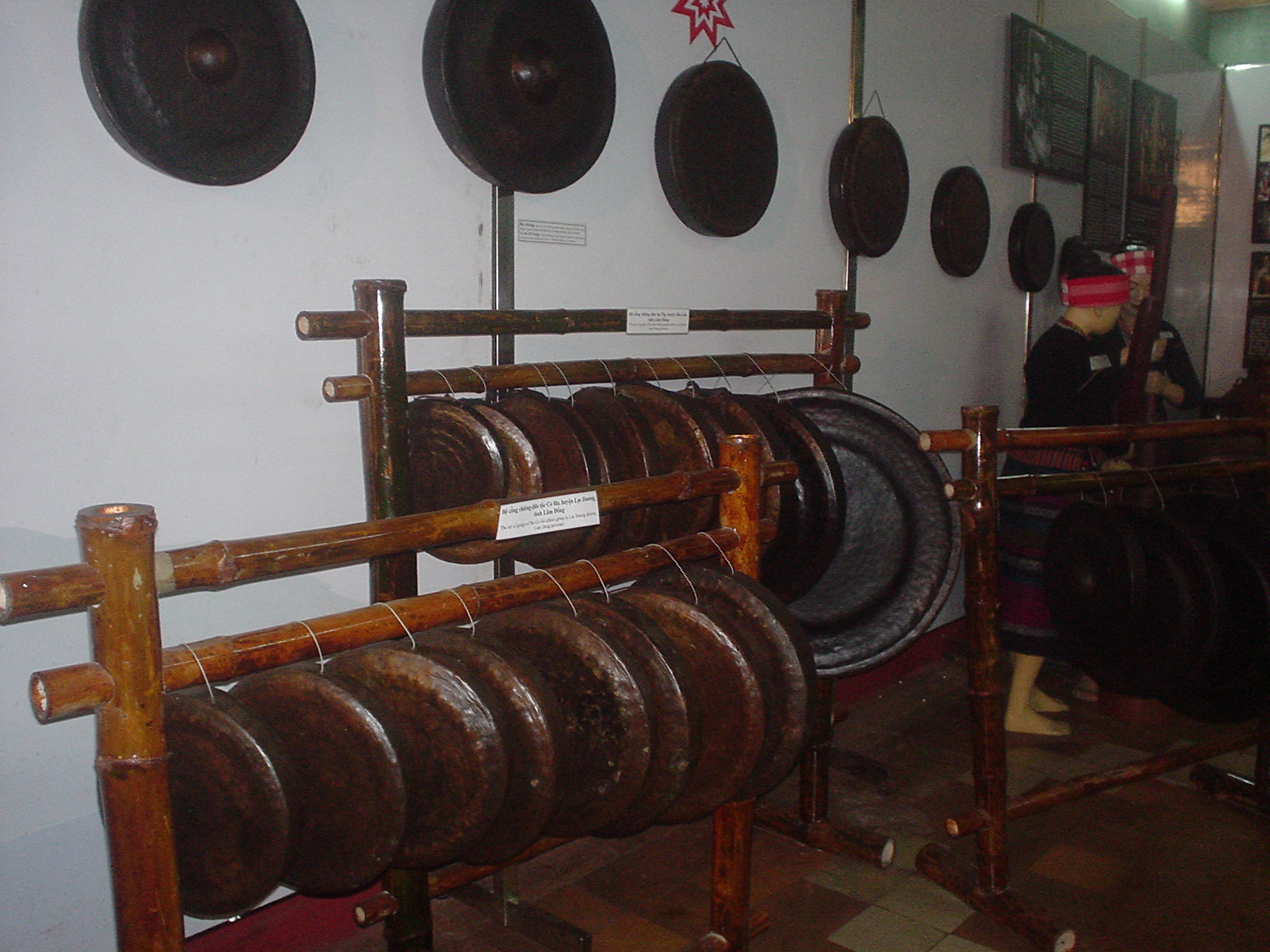
Tây Nguyên-Gongs

Der Gong-Kulturraum im zentralen Hochland Vietnams (vietnamesisch Không gian văn hóa Cồng Chiêng Tây Nguyên) umfasst die Gesamtheit der rituell aufgeführten Musik und Tänze mehrerer Austroasiatisch und Austronesisch sprechender Ethnien im zentralen Bergland von Vietnam. Charakteristisches Merkmal der Aufführungen ist die Verwendung von Gongs. Die traditionelle Kultur der Bergvölker ist eigenständig und unterscheidet sich von der chinesisch beeinflussten Kultur der Vietnamesen. 2005 wurde sie von der UNESCO in die „Liste der Meisterwerke des mündlichen und immateriellen Erbes der Menschheit“ aufgenommen und steht seit 2008 auf der Repräsentativen Liste des immateriellen Kulturerbes der Menschheit.
Zur Bergregion gehören die Provinzen Đắk Lắk, Đắk Nông, Gia Lai, Kon Tum und Lâm Đồng. Insgesamt werden fünf Provinzen und siebzehn  Sprachgemeinschaften erfasst.
Eng verbunden mit dem täglichen Leben und dem Zyklus der Jahreszeiten, bilden die Glaubenssysteme der Hochlandbewohner eine mystische Welt. Die Klänge des Gongs sind dabei eine bevorzugte Sprache der Männer, um mit Gottheiten und der übernatürlichen Welt zu kommunizieren, denn hinter jedem Gong verbirgt sich eine Gottheit, die umso mächtiger ist, je älter der Gong. Jede Familie besitzt mindestens einen Gong. 
Die Spielweise des Gongs variiert von Dorf zu Dorf, was bereits daran liegt, dass die Durchmesser der Instrumente zwischen 25 und 80 cm schwanken. Zwischen drei und zwölf Gongs werden vom Dorf-Ensemble zum Einsatz gebracht. Arrangements und Rhythmen stehen im Kontext mit dem Ritus, der zelebriert wird. So unterscheiden sich die Klänge der Opferriten der Ochsen von Riten, die zur Segnung des Reises gefeiert werden oder auch Trauer-Riten.